# Шенек (Саксонія)
Шенек (нім. Schöneck) — місто в Німеччині, розташоване в землі Саксонія. Входить до складу району Фогтланд. Складова частина об'єднання громад Шенек/Мюленталь.
Площа — 54,92 км2. Населення становить 3114 ос. (станом на 31 грудня 2020).

## Галерея

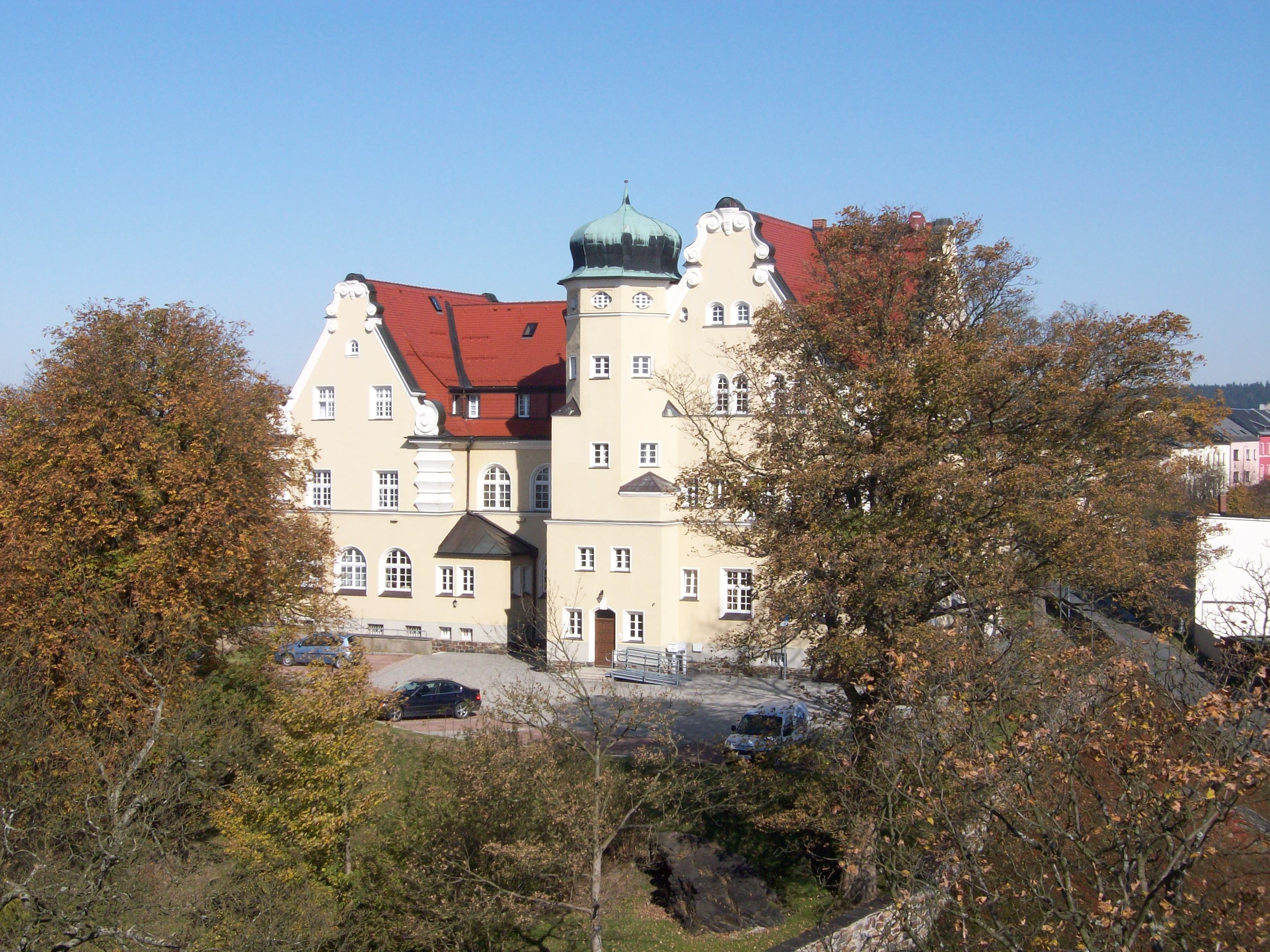
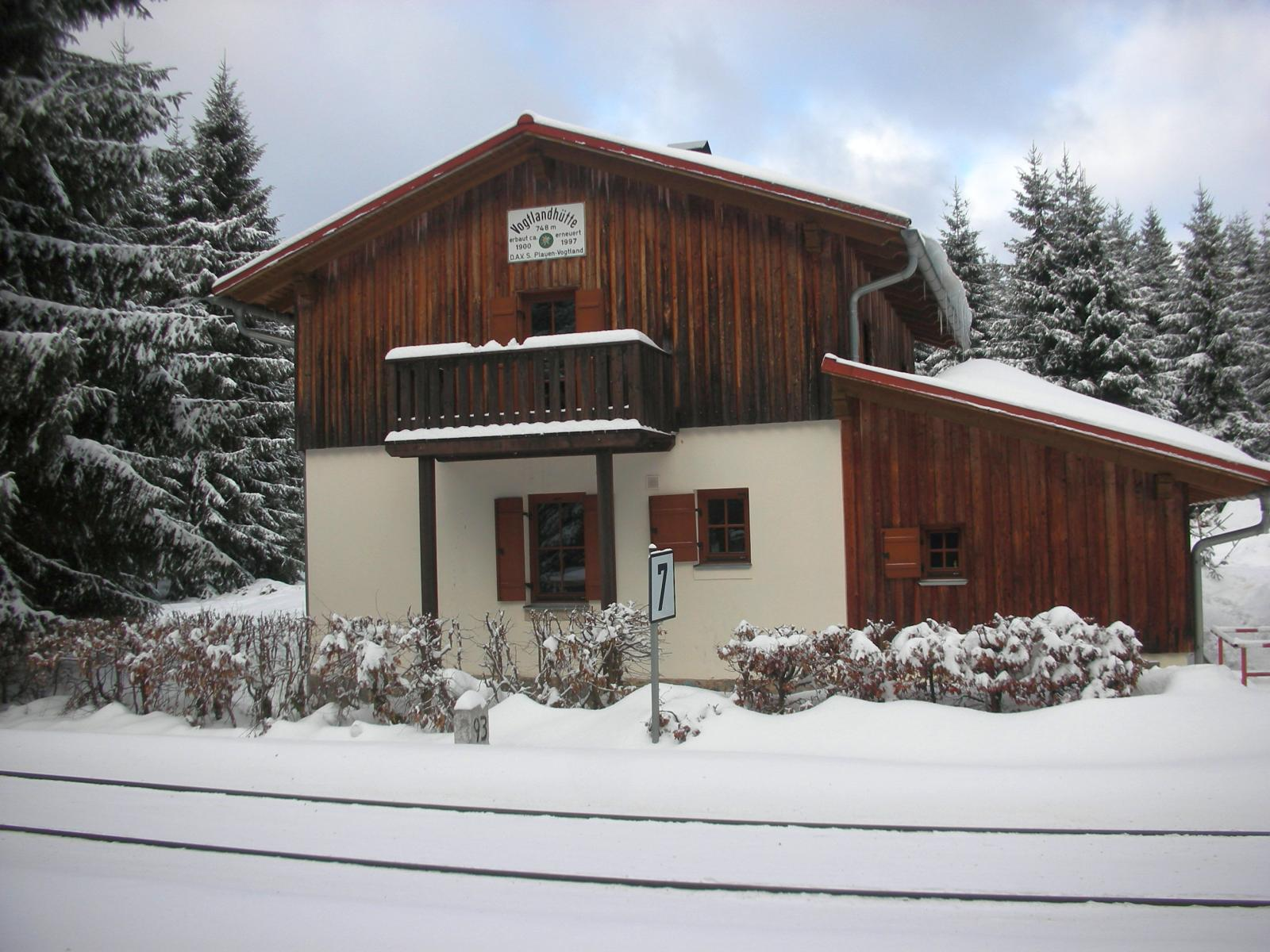
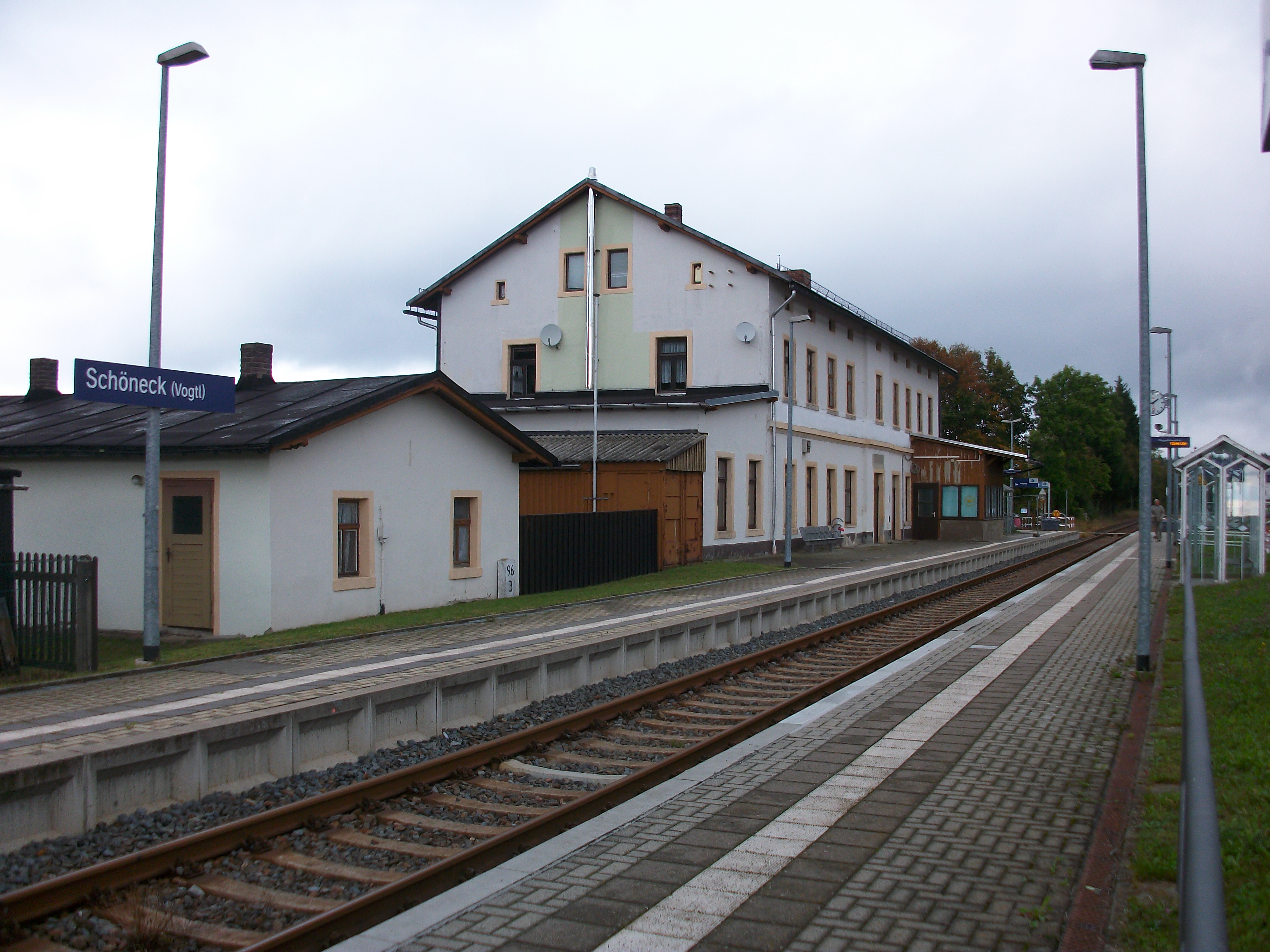
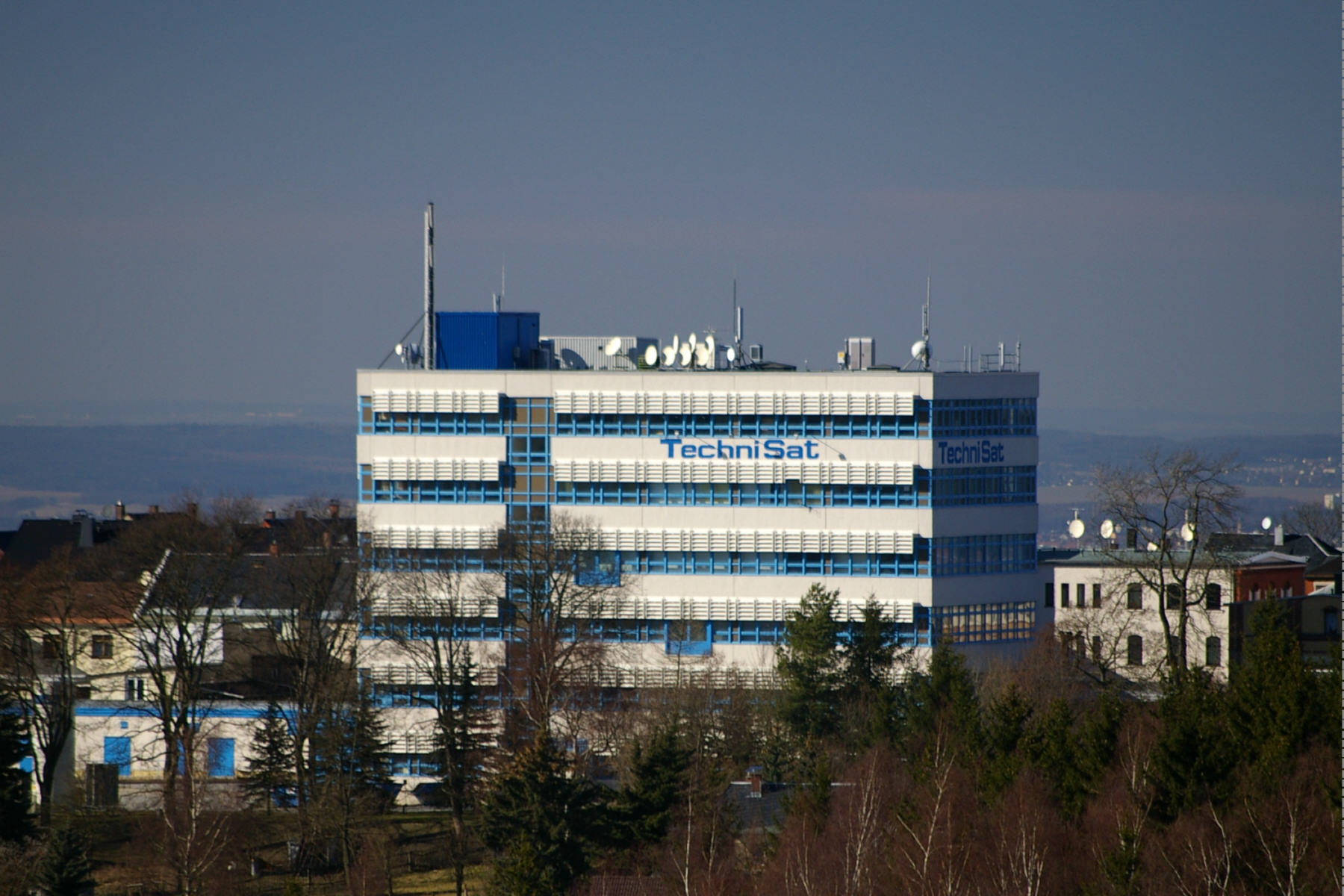